# دهستان بنارویه
دهستان بنارویه، یکی از دهستان‌های بخش بنارویه شهرستان لارستان در استان فارس ایران است. مرکز این دهستان، شهر بنارویه است.

## جمعیت
بر پایه سرشماری عمومی نفوس و مسکن در سال ۱۳۹۵، جمعیت دهستان بنارویه برابر با ۳٬۳۳۹ نفر بوده است.